# マリオネットライン
マリオネットライン（英: marionette line）は口角から下顎下縁へ下降する顔表面の溝である。頬オトガイ溝（、英: melomental fold）とも。

## 概要
マリオネットラインは口角から下顎下縁へ下降する顔表面の溝である。左右の計2本が存在する。組織学的には、顔面内部にあるSMASが頬の Type I から口唇周囲部の Type II へ切り替わる境界線の窪みがマリオネットラインにあたる（これはほうれい線と非常に似通っている）。
マリオネットラインは口唇の下外側縁、おとがいの外側縁、頬の前縁を構成する。そのためマリオネットラインは口唇-頬およびオトガイ-頬の境界線をなしている。マリオネットラインの内側つまり口唇・オトガイでは皮膚と脂肪層が強く結合している一方、外側つまり頬ではゆるい結合に留まる（いわゆる jowl）。
マリオネットラインは加齢に伴い明瞭化・深化・延長する。口角-下顎下縁間を三分割したとき、上の区画では年齢や性別に関わらず観察しやすい。走行パターンによっては延長されたほうれい線と合流する。
マリオネットラインは様々な別名が存在する（#名称）。

## 名称
この溝はその走行パターンが「マリオネットの口元にある切り込み」と似ていることからマリオネットラインと呼ばれる。
解剖学においてこの溝は様々な英名で呼ばれる。以下はその一例である：
- 英: mandibular fold: 「下顎（mandibular）にある fold」の意
- 英: labiomandibular fold: 「口唇（labio-）から下顎（mandibular）にかけての fold」の意
- 英: labiomandibular sulcus: 「口唇（labio-）から下顎（mandibular）にかけて走る溝」の意
- 英: jowl

年齢に関わらず観察できる溝と加齢により延長される溝を呼び分ける立場もあり、その場合は前者を  英: labiomandibular fold、後者をマリオネットラインあるいは 英: static labiomandibular fold と呼ぶ。